# Ignacy Loga-Sowiński

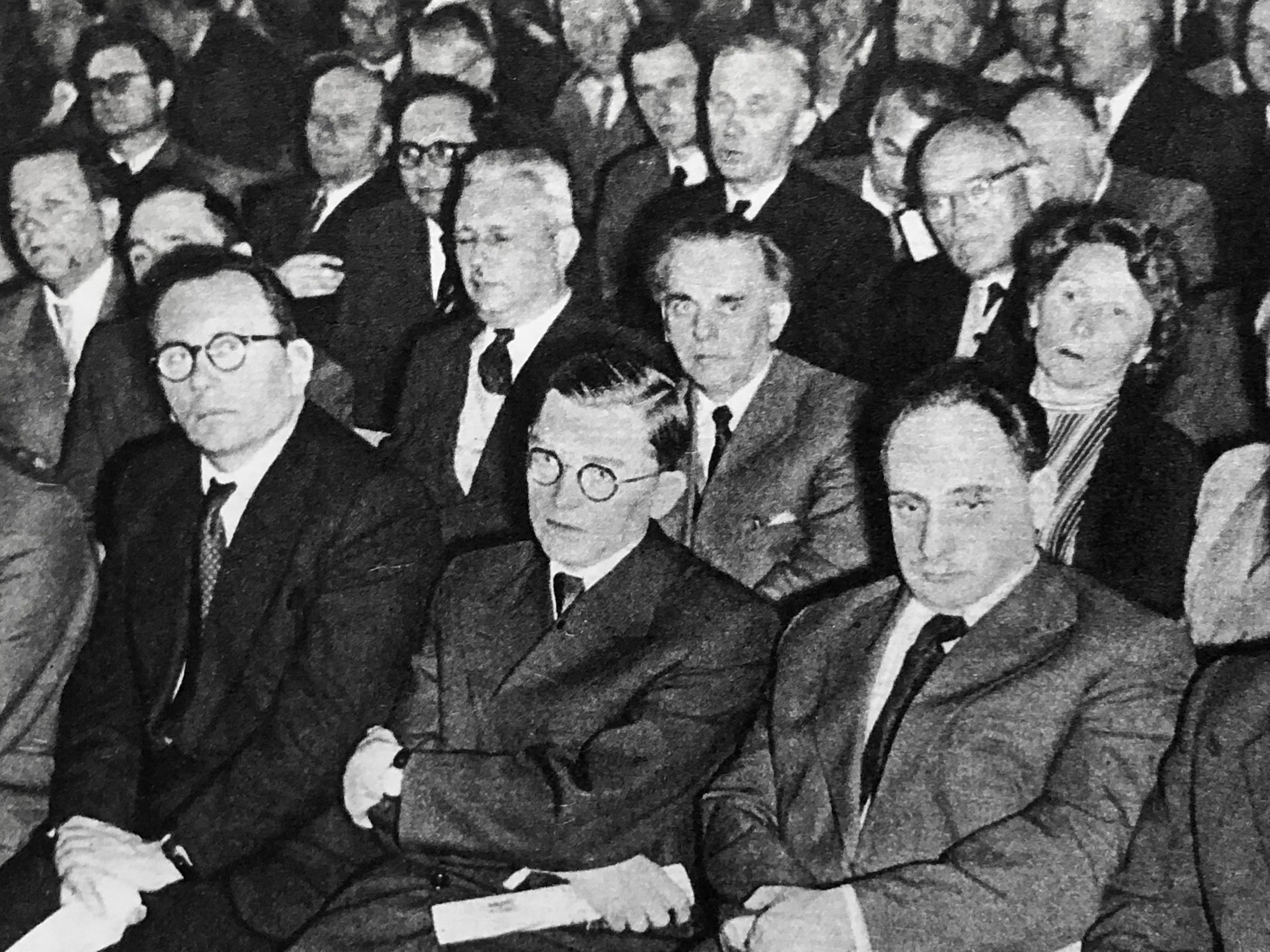
Zjazd Towarzystwa Rozwoju Ziem Zachodnich, 1957, od lewej: Ignacy Loga-Sowiński, Aleksander Zawadzki i Czesław Wycech

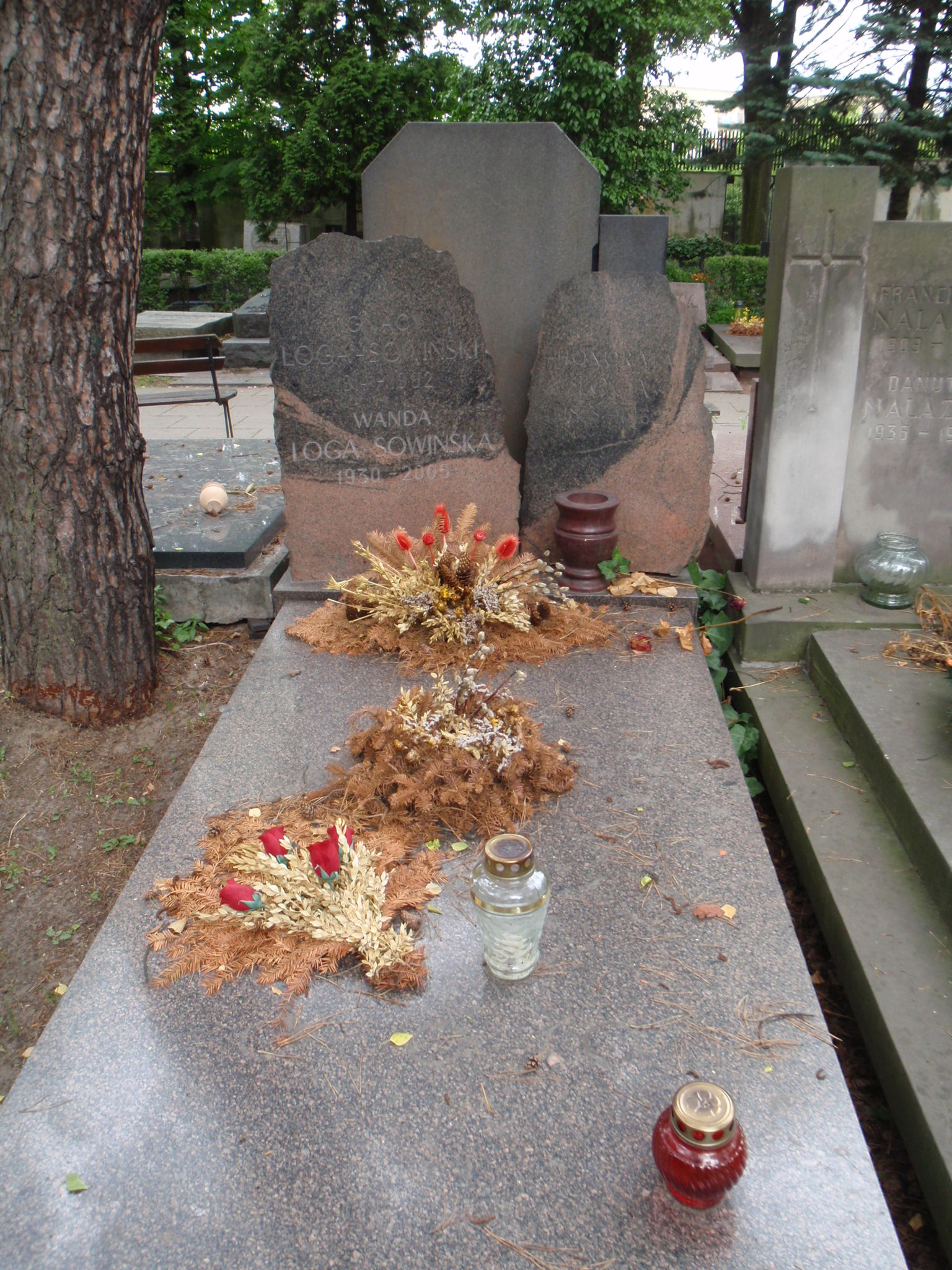
Grób Ignacego Logi-Sowińskiego i jego żony Wandy na Cmentarzu Wojskowym na Powązkach w Warszawie

Ignacy Loga-Sowiński (ur. 20 stycznia 1914 w Varnkewitz, zm. 10 grudnia 1992 w Warszawie) – polski komunistyczny działacz związkowy i polityk. Członek Biura Politycznego KC PZPR (1956–1971), poseł do Krajowej Rady Narodowej, na Sejm Ustawodawczy oraz Sejm PRL II, III, IV i V kadencji, członek (1957–1965) i zastępca przewodniczącego Rady Państwa (1965–1971). Ambasador PRL w Turcji (1971–1978). Budowniczy Polski Ludowej.

## Życiorys
Syn Władysława (robotnika rolnego) i Honoraty z domu Misiak. Z zawodu murarz, w okresie przedwojennym mieszkał w Łodzi. Uzyskał wykształcenie podstawowe. W 1934 wstąpił do Komunistycznej Partii Polski. W lutym 1938 został zatrzymany podczas rewizji, w której ujawniono rękopis odezwy komunistycznej. W latach 1938–1939 był więziony z przyczyn politycznych. Po wybuchu II wojny światowej został zwolniony z więzienia.
Podczas okupacji uczestniczył w pracy konspiracyjnej. Był razem z Mieczysławem Moczarem współzałożycielem organizacji Front Walki o Naszą i Waszą Wolność, która po powstaniu Polskiej Partii Robotniczej przekształca się w jej komórki. Pracował w aparacie Komitetu Centralnego PPR. Pełnomocnik KC PPR na Lubelszczyznę w okresie od czerwca do lipca 1944. Od stycznia 1945 był pełnomocnikiem Rządu Tymczasowego na województwo łódzkie, następnie I sekretarzem Komitetu Wojewódzkiego PPR w Łodzi, a od 1946 Komitetu Łódzkiego PPR. W 1943 i 1948 zastępca członka Komitetu Centralnego PPR, w latach 1943–1948 członek KC PPR.
Od 1948 był członkiem Polskiej Zjednoczonej Partii Robotniczej, w latach 1948–1954 zastępcą członka KC, następnie po krótkiej przerwie 1956–1971 członkiem Komitetu Centralnego i Biura Politycznego KC PZPR.
Od 1949 związany z działalnością w związkach zawodowych: był przewodniczącym Okręgowej Komisji Związków Zawodowych i Wojewódzkiej Rady Związków Zawodowych we Wrocławiu (1949–1956), sekretarzem Centralnej Rady Związków Zawodowych (1956) oraz przewodniczącym Centralnej Rady Związków Zawodowych (1956–1971).
W latach 1957–1965 był członkiem, a od 1965 do 1971 zastępcą przewodniczącego Rady Państwa. Odszedł z kierownictwa partyjnego i państwowego wraz z upadkiem ekipy Władysława Gomułki po wydarzeniach grudnia 1970.   
W latach 1944–1952 był posłem w Krajowej Radzie Narodowej i Sejmie Ustawodawczym, a od 1957 do 1972 był posłem na Sejm PRL II, III, IV i V kadencji. W latach 1958–1971 był wiceprzewodniczącym Ogólnopolskiego Komitetu Frontu Jedności Narodu.
W czerwcu 1968 wszedł w skład Komitetu Honorowego obchodów 500. rocznicy urodzin Mikołaja Kopernika. W latach 1971–1978 był ambasadorem PRL w Turcji.
Po przejściu na emeryturę (1978) działał w wielu organizacjach społecznych i był powoływany w skład szeregu komitetów honorowych. Był wieloletnim członkiem władz naczelnych Związku Bojowników o Wolność i Demokrację. Na kongresie ZBoWiD w maju 1985 wybrany na wiceprezesa Rady Naczelnej ZBoWiD. 2 września 1982 na mocy decyzji Biura Politycznego KC PZPR wszedł w skład Komitetu Honorowego uroczystości żałobnych Władysława Gomułki. W 1983 wybrany został w skład Krajowej Rady Towarzystwa Przyjaźni Polsko-Radzieckiej. Był długoletnim członkiem Komitetu Redakcyjnego kwartalnika KC PZPR „Z Pola Walki”, w którym publikowano artykuły na temat historii polskiego i międzynarodowego ruchu robotniczego i komunistycznego. Od czerwca 1985 był członkiem Komitetu Redakcyjnego dla opracowania Pism zebranych Władysława Gomułki. 28 listopada 1988 wszedł w skład Honorowego Komitetu Obchodów 40-lecia Kongresu Zjednoczeniowego PPR i PPS – powstania PZPR, któremu przewodniczył I sekretarz KC PZPR.

## Życie prywatne
Jego żoną była Wanda z domu Długosz (1930–2005).
W latach 40. i początku 50. zajmował mieszkanie po przedwojennych właścicielach budynku w kamienicy Szymela i Heleny Wileńskich w Łodzi. W tym samym obiekcie od zakończenia II wojny światowej do 1952 mieściła się lokalna siedziba Polskiej Partii Robotniczej, a następnie Polskiej Zjednoczonej Partii Robotniczej.
Zmarł w Warszawie, pochowany w grobie rodzinnym na cmentarzu Wojskowym na Powązkach (kwatera C2-8-4).

## Ordery i odznaczenia (lista niepełna)
- Order Budowniczych Polski Ludowej (1964)[11]
- Order Sztandaru Pracy I klasy (1959)[12]
- Order Krzyża Grunwaldu II klasy (3 stycznia 1945)
- Złoty Krzyż Zasługi (16 stycznia 1946)[13]
- Medal za Warszawę 1939–1945 (17 stycznia 1946)[14]
- Medal 10-lecia Polski Ludowej (13 kwietnia 1955)[15]
- Medal Zwycięstwa i Wolności 1945
- Medal im. Ludwika Waryńskiego (1986)[16]
- Odznaka 1000-lecia Państwa Polskiego (1966)[17]
- Złote Odznaczenie im. Janka Krasickiego (1965)[18]
- Złota odznaka Związku Nauczycielstwa Polskiego (1958)[19]
- Odznaka honorowa Związku Zawodowego Budowlanych (1963)[20]
- Złota odznaka „Zasłużony Działacz Związku Zawodowego Hutników” (1966)[21]
- Odznaka honorowa „Zasłużonego Działacza Związku Zawodowego Pracowników Kultury i Sztuki” (1967)[22]
- Odznaka „Zasłużonego Działacza Związku Zawodowego Pracowników Rolnych” (1968)[23]
- Odznaka „Za Zasługi dla ZBoWiD”
- Złota odznaka Polskiego Towarzystwa Ekonomicznego (1965)[24]
- Złota Honorowa Odznaka PTTK (1960)[25]
- Medal „Zasłużony Działacz Towarzystwa Przyjaźni Polsko-Radzieckiej” (1989)[26]
- Tytuł honorowy członka Towarzystwa Krzewienia Kultury Fizycznej (1969)[27]
- Medal „100-lecia sportu polskiego” (1968)[28]
- Odznaka honorowa „Za Zasługi dla Warszawy” (1965)[29]
- Odznaka XV-lecia Wyzwolenia Dolnego Śląska (1960)[30]
- Odznaka honorowa „Zasłużony dla Warmii i Mazur” (1960)[31]
- Złota odznaka „Zasłużonemu w rozwoju województwa katowickiego” (1960)[32]
- Honorowa Odznaka Miasta Łodzi (1960)[33]
- Odznaka honorowa „Zasłużony Ziemi Gdańskiej” (1966)[34]
- Pamiątkowy Medal z okazji 40. rocznicy powstania Krajowej Rady Narodowej (1983)[35]
- Medal pamiątkowy „40-lecia PZPR” (1988)[36]
- Tytuł „Honorowego Górnika Zagłębia Miedziowego” (1970)[37]
- Złota odznaka „Zasłużony dla Fabryki Samochodów Ciężarowych w Lublinie” (1970)[38]
- Medal jubileuszowy „W upamiętnieniu 100-lecia urodzin Władimira Iljicza Lenina” (1969, Związek Radziecki)[39]
- Odznaka „25 lat Zwycięstwa w Wielkiej Wojnie Ojczyźnianej 1941–1945” (1970, Związek Radziecki)[40]